# Éric Serra
Éric Serra (ur. 9 września 1959 w Saint-Mandé) – francuski kompozytor, twórca muzyki filmowej. Współpracuje często z reżyserem Lukiem Bessonem.

## Filmy
- 1983 – Ostatnia walka, twórca ścieżki dźwiękowej
- 1985 – Metro, twórca ścieżki dźwiękowej
- 1986 – Kamikaze, twórca ścieżki dźwiękowej
- 1988 – Wielki błękit, twórca ścieżki dźwiękowej
- 1990 – Nikita, twórca ścieżki dźwiękowej
- 1991 – Atlantis, twórca ścieżki dźwiękowej
- 1994 – Leon zawodowiec, twórca ścieżki dźwiękowej
- 1995 – GoldenEye, twórca ścieżki dźwiękowej
- 1997 – Piąty element, twórca ścieżki dźwiękowej
- 1999 – Joanna d’Arc, twórca ścieżki dźwiękowej
- 2001 – L'Art (délicat) de la séduction, współtwórca ścieżki dźwiękowej
- 2001 – Wasabi: Hubert zawodowiec, współtwórca ścieżki dźwiękowej
- 2002 – Mężczyzna moich marzeń, twórca ścieżki dźwiękowej
- 2002 – Rollerball, twórca ścieżki dźwiękowej
- 2003 – Kuloodporny, twórca ścieżki dźwiękowej
- 2006 – SexiPistols, twórca ścieżki dźwiękowej
- 2006 – Artur i Minimki, twórca ścieżki dźwiękowej
- 2009 – Artur i zemsta Maltazara, twórca ścieżki dźwiękowej
- 2010 – Artur i Minimki 3. Dwa światy, twórca ścieżki dźwiękowej
- 2010 – Niezwykłe przygody Adeli Blanc-Sec, twórca ścieżki dźwiękowej
- 2011 – Lady, twórca ścieżki dźwiękowej
- 2014 – Lucy, twórca ścieżki dźwiękowej
- 2017 – Renegaci, twórca ścieżki dźwiękowej
- 2019 – Anna, twórca ścieżki dźwiękowej
- 2023 – DogMan, twórca ścieżki dźwiękowej
- 2024 – Cena strachu, twórca ścieżki dźwiękowej

## Albumy
- 1998 – RXRA